# Водяна кузня Гамора

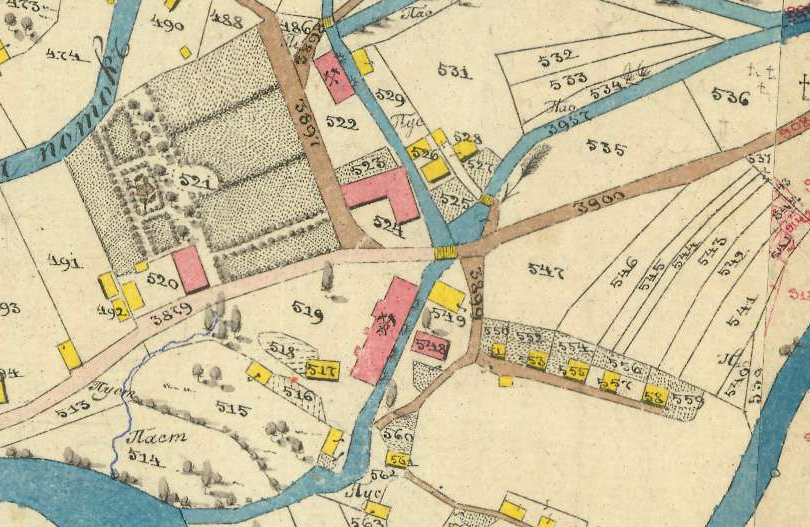
Гамора на австрійській мапі комітату Марамарош 1782—1784 років

Водяна́ ку́зня Га́мора  — єдина в Україні діюча водяна кузня, історична пам'ятка XVIII століття. Розташована на річці Лисичанка в селі Лисичово Іршавського району Закарпатської області.

## Географія
Річка Тросна впадає у річку Кушницю.

## Назва
Назва «Гамора» походить від нім. Hammer — «молот» (за іншою версією, від слова гамір: адже робота кузні завжди супроводжувалась гамором та шумом).

## Опис

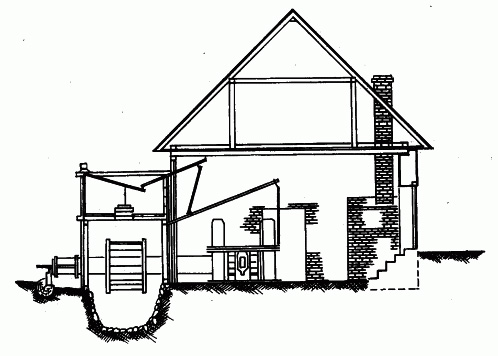
Схема водяної кузні в Лисичові

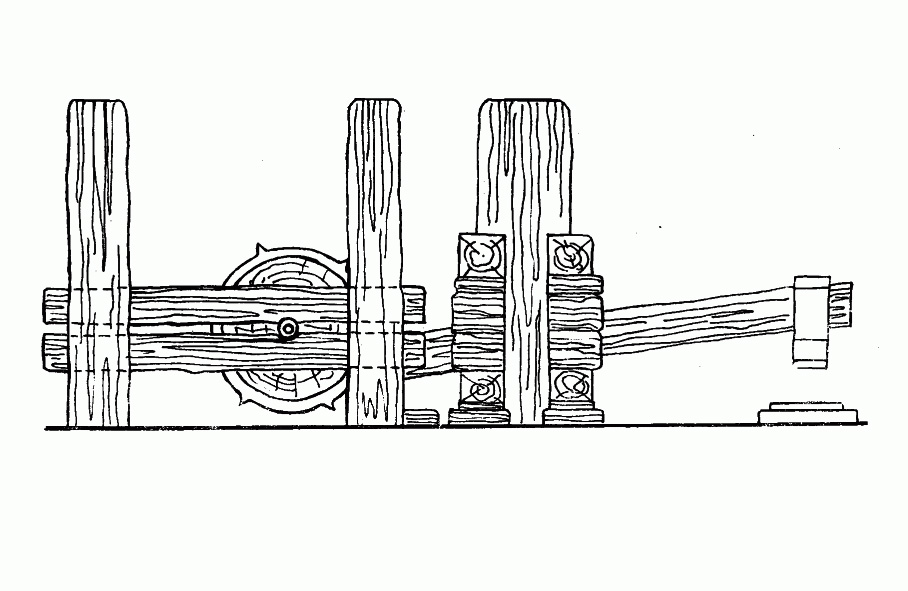
Схема робочого механізму кузні

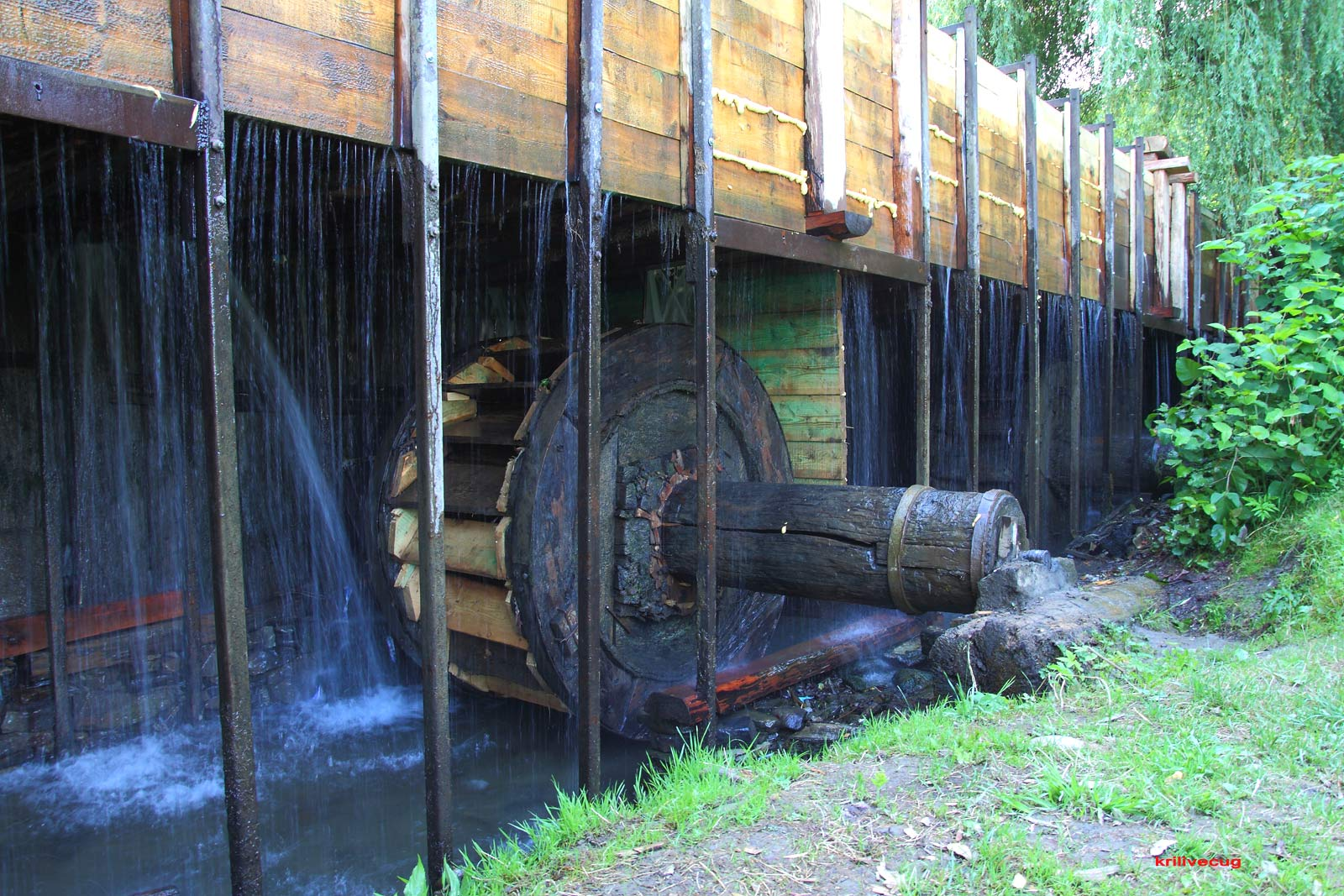
Водяне колесо кузні Гамора

Комплекс кузні складається з основної будівлі з робочим механізмом, господарського двору та системи водогону. Вода надходить кількасотметровим обвідним каналом з греблі на річці Лисичанці до дерев'яних лотоків. З лотоків вода падає на колесо, обертаючи його разом з валом, з якого рух передається на водяний молот.

### Будівля
Основна будівля зведена в середині XIX ст. Її довжина — 31 м, ширина — 8,5 м, висота — 7,75 м. Фундамент — кам'яний. Стіни західного, північного та південного фасадів викладені з природного каменю неправильної форми, не тиньковані. Стіна східного фасаду — дерев'яна, каркасна, тинькована; стіна, що розділяє внутрішній простір на дві половини, викладена з цегли. Перекриття балочне, на нього покладено настил з дощок. Дах двосхилий, зараз покритий азбестоцементним шифером. Раніше кузня була вкрита черепицею. Вздовж східної стіни йдуть дерев'яні лотоки́ для подачі води на колеса.

### Робочий механізм
Робочий механізм кузні складається із залізного бійка молота, дерев'яної осі молота, дерев'яної поперечної балки, брусів кріплення осі молота, бічних опор, підставки під ковадло, стального ковадла та механізму регулювання.
Бойок молота — залізна масивна болванка вагою 125 кг, яка кріпиться до осі молота. На нижній частині бійка розташований паз, в який закладається змінна робоча пластина.
Вісь молота — дерев'яний брус довжиною близько 150 см. Вісь виготовляють виключно з букової деревина, яка є більш пружною та міцною.
Бічні опори молота —— глибоко вкопані в землю дерев'яні балки, які є основою всієї конструкції робочого механізму. Поперечний переріз 48 х 33 см. Виготовляють їх з дуба.
Поперечна балка — одна з несучих частин механізму, яка також обмежує рух осі молота зверху. Переріз — 25 х 22 см.
Механізм регулювання — складається з системи чотирьох важелів у вигляді жердин. Перший важіль прикріплений у верхньому кінці водяних лотоків, якими подається вода. Від цього важеля йде привод до спеціально зробленої заслонки, яка щільно прикриває отвір у днищі водяного лотка. Майстер, якому необхідно привести в рух молот, тягне донизу четвертий важіль і таким чином піднімає заслонку, через яку вода потрапляє на лопаті водяного колеса. Колесо починає обертатись і приводить у рух молот. У приміщенні зараз встановлено два механічних молоти, там же знаходяться і п'ять печей (горнил) з вогнетривкої цегли на глиняному розчині.

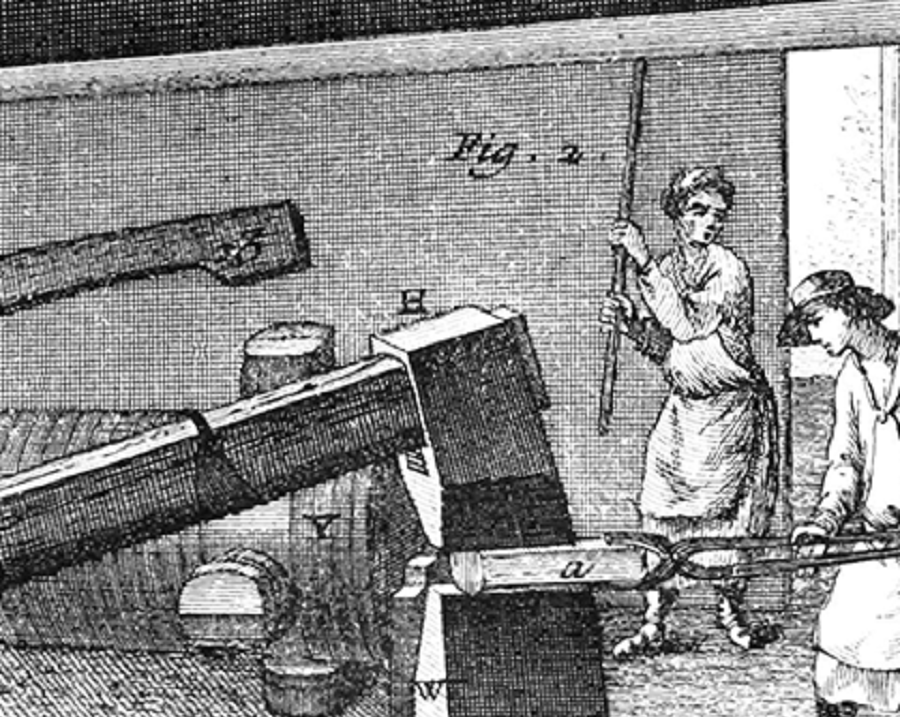
Австрійська гравюра водяної кузні

## Історія

### Гамора, як паперова мануфактура

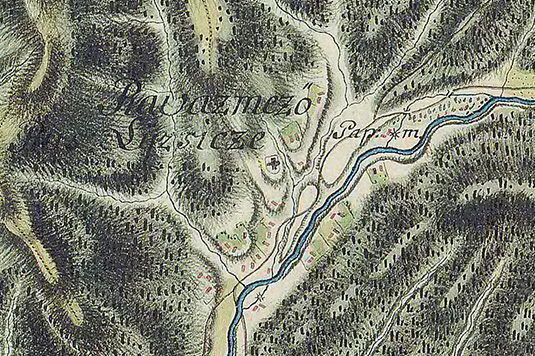
Кузня на карті Марамороського комітату 1782 р.

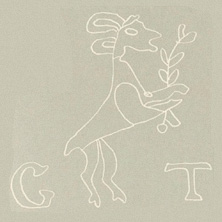
Філігрань, датована 1812 р.

Точна дата заснування водяної кузні в Лисичові невідома. У 1760-х роках на цьому місці діяла потужна паперова фабрика (папірня) графа Ласло Телекі (угор. László Teleki de Szék). Тоді вперше було використано силу води, яка обертала дерев'яні колеса та приводила в рух молоти.
Про деякі деталі виробництва свідчить листування між графом Телекі та управляючим довжанської домінії — Ласло Каллошем (угор. Kallós László) протягом 1751—1780 років. Зокрема, відомо, що паперову фабрику допомагав будувати підприємець з Польщі. Папірня мала 3 вали та 3 корита. Збереглися відомості, що у 1772 році мануфактурою в селі Лисичово виготовлено 164 зв'язки паперу різної якості — 104 зв'язки паперу першого ґатунку, 12 зв'язок другого ґатунку та 50 зв'язок бракованого паперу. Вже у 1773 році було виготовлено тільки 45 зв'язок першого ґатунку, 8 зв'язок другого, а бракованого — 56. Управитель на питання графа, чому виробляється так мало паперу, відповідав, що майстер не мав змоги отримати відповідну кількість копит для виготовлення клею і, взагалі, не вистачає сировини.
У період з 1793 по 1811 рр. паперовою справою керував майстер Ігнац Ланг (угор. Ignátz Láng), який був звільнений через пияцтво. На лисичівському виробництві в цей час працювало вісім чоловік.
Протягом 1780—1825 років на папір наносять філіграні — спеціальні водяні знаки з родинним гербом графа Телекі та літерами «G» і «T» («Grof Teleki»). Ці філіграні засвідчуються навіть у 1841 році. Щоб виготовити папір з філігранями, на сітки паперової форми прикріпляли букви, цифри чи емблеми, вигнуті з тонкого мідного дроту. Там, де паперова маса лягала на дріт, її шар робився тоншим, і в готовому аркуші на просвіт було видно тонкі лінії.
У 1795 році угорський дослідник Андраш Вальї (угор. Vályi András) у своїй книзі «Magyar Országnak leírása» («Опис країни Угорщини») засвідчує в Лисичові паперовий млин — «papiros-malma».

### Гамора, як частинаДовжансько-Лисичівського залізоробного заводу

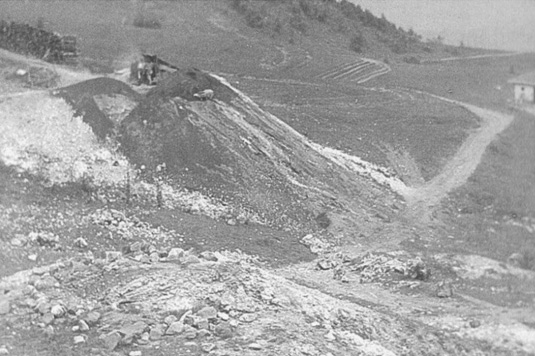
Кар'єр для видобутку залізної руди в Лисичові. 1920-ті рр.

Як кузня Гамора почала функціонувати з 1850 року, коли граф Телекі засновує Довжансько-Лисичівський залізоробний завод  — «Dolha-Rókamezői vasgyár». В сучасному розумінні це був металургійний холдинг, до складу якого і входила лисичівська Гамора. Спочатку сировину для потреб виробництва доставляли із сусідніх комітатів. Але транспортування виявилось настільки дорогим, що завод став збитковим. Було прийнято рішення шукати залізну руду на місці виробництва. Тривалі геологорозвідувальні роботи на околицях села Довге, які здійснювались під керівництвом директора заводу, Моріца Пріградні, були безрезультатними. Згодом на околиці сіл Білки та Ільниця знайдено значні поклади якісної залізної руди. Видобуток сировини проводився переважно відкритим способом. Залізну руду, яка надходила до Лисичова та Довгого дробили за допомогою сили води, що приводила в рух важкі молоти. Потім руду переплавляли в купольних печах на залізо, яке в подальшому оброблялось ковалями.
В середині XIX ст. в Австро-Угорщині виникає значний попит на вироби з чавуну. Для розуміння ролі цього матеріалу у XIX столітті, важливо враховувати, що за своєю дешевизною та розповсюдженістю його можна порівняти з сучасними пластмасами. Внаслідок першої промислової революції у ливарній справі (поява високих доменних печей на кам'яному вугіллі) чавун став дешевим замінником дорогих металів — бронзи, латуні, нестача яких гостро відчувалась в Європі після наполеонівських війн початку століття. В зв'язку з підвищенням попиту на чавун, граф Телекі вирішує розширити виробництво та освоїти його виплавку. У 1853 році починається будівництво доменної печі на довжанській дільниці заводу. Піч будувалась за проектом інженера Іоанна Мюллера та під керівництвом директора заводу Пріградні. Будівництво тривало досить довго і ускладнювалось сильними дощами, які постійно затоплювали конструкцію фундаменту та систему водогону. На початку 1854 року граф Шандор Телекі бере будівництво під особистий контроль, щоб прискорити роботу. 16 вересня 1854 року під час урочистої церемонії доменна піч при залізоробному заводі була офіційно запущена в експлуатацію. Висота доменної печі становила 8,5 метрів. Вона була розрахована на щорічну виплавку від 12 до 14 тис. цнт металу. Із запуском довжанської домни, виробництва в Лисичові та Довгому стають більш диференційованими. Довжанська частина заводу спеціалізується здебільшого на художньому литві з чавуну, а Лисичівська — переважно на утилітарній продукції з металопрокату, який оброблявся в кузні.

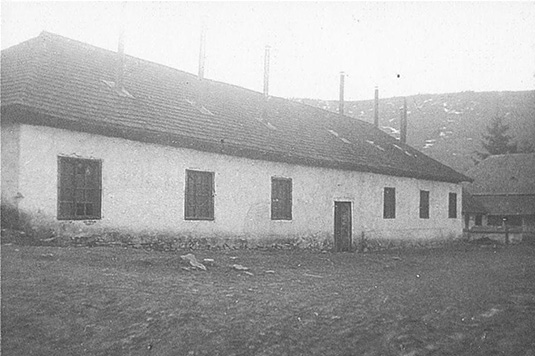
Фото кузні 1920-х рр.

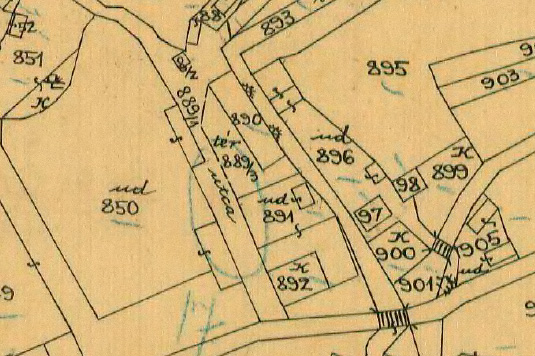
Кузня з 2-ма колесами на кадастровій карті 1910 р.

Згодом граф Телекі віддає Довжансько-Лисичівський залізоробний завод в оренду підприємцю Едмунду Прігадні (угор. Prihradny Ödön), що займався цим виробництвом до 1899 року. Після цього аж до 1913 року підприємство орендував будапештський підприємець Дюла Сзейбела (угор. Szájbely Gyula). Відомості про об'єм та деякі деталі виробництва містяться в угорському довіднику з гірничої справи, який щорічно виходив в Будапешті впродовж 1881—1914 років. З цього джерела відомо, що у 1879 році на підприємстві було вироблено 120 тис. лопат та мотик . У 1891 році на об'єднаному підприємстві було виплавлено 9271 центнерів металу на суму 52935 флоринів. Щоб забезпечити такий обсяг виробництва, на обох частинах підприємства було задіяно в загальній кількості 29 різноманітних печей, серед яких: 1 доменна піч, 2 купольні печі, 2 конвертерні печі, 2 ковальські горна та 22 спеціальні печі для мотик та лопат. У 1900 році на заводі працювало 305 робітників. Підприємству належали 5 будівель та 23 кар'єри по видобутку залізної руди, на яких працювало 40 робітників. Для транспортування сировини функціонувала залізниця протяжністю 2 км, на якій використовувалось близько 40 вагонеток. На кузні в цей час працювало п'ять водяних коліс потужністю вісім кінських сил кожне. За допомогою цих коліс приводили в дію не тільки молоти, а й міхи для нагнітання повітря у залізоплавильну піч, а також механізми, що подрібнювали залізну руду. Молоти обслуговували 15 ковалів у три зміни. У них було стільки ж помічників, а також інженер, управитель, обліковець і комірник. Загалом — близько 40 працівників.
Певну уяву про популярність продукції заводу, зокрема грубок та кухонних плит дає перша сторінка каталогу виробів за 1907 рік. Продукція підприємства продавалася не тільки на внутрішньому ринку, але й експортувалася за кордон — до Сербії, Румунії, Угорщини. Всі безготівкові оплати за поставлену продукцію здійснювались через єдиний банк — «Escompte & Wechselbank» в Будапешті. У випадку недотримання термінів сплати замовником за поставлений товар завод нараховував пеню у розмірі 6 % від вартості. Гербові збори з фактур, та накладних покупець оплачував самостійно. Таке суворе ставлення до покупця пояснювалось сприятливою кон'юнктурою ринку та розвинутим ринком збуту. В тому ж титульному листі йдеться про ще один важливий факт, який вже стосується конструктивно-технологічного рівня виробництва. Зокрема, замовник міг придбати виріб згідно з власним кресленням або наданим взірцем. Це в свою чергу свідчить про високий технічний рівень інженерів, ливарників та дизайнерів підприємства.

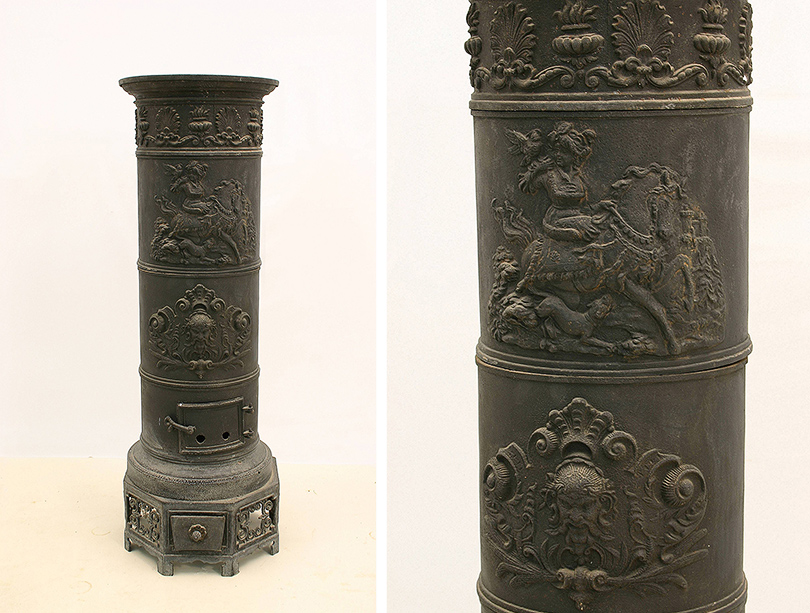
Довжанські чавунні грубки.
Загальний вигляд та фрагмент декору чавунної грубки Довжансько-Лисичівського залізоробного заводу. Кінець XIX століття

Складні технології виробництва на залізоробному заводі потребували кваліфікованих працівників. Щоб вирішити цю проблему для обслуговування заводу були запрошені німецькі фахівці з гірничої справи та металообробки. Їм надавались різні преференції, зокрема безкоштовне житло і земля. Більшість працівників залишилась жити в Лисичові та Довгому навіть після закриття заводу. Тому тут і зараз зустрічаються німецькі прізвища — Шварц (Schwarz), Юнгвірт (Jungwirth), Юмбавер (Jungbauer), Реслер (Rössler), Гільперт (Hilpert), Шнельцер (Schneltzer) та ін.
Під час Першої Світової війни і до 1918 року виробництво було закрите. Після приєднання Закарпаття до Чехословаччини, завод передається товариству «Dovžansko-Lisičevské železárny a lopatárny Josef Melchner a dr.Oldrich Bukovansky». В цей період завод був модернізований та випускав вироби побутового та промислового призначення: кухонні плити, посуд, ванни, ємності для прання, литі частини для плугів, шестерні, каналізаційні люки тощо. Асортимент виробів свідчив про те, що підприємство перейшло на випуск виключно утилітарної продукції. Проте через економічні труднощі вже у 1927 році Довжансько-Лисичівський завод був закритий.

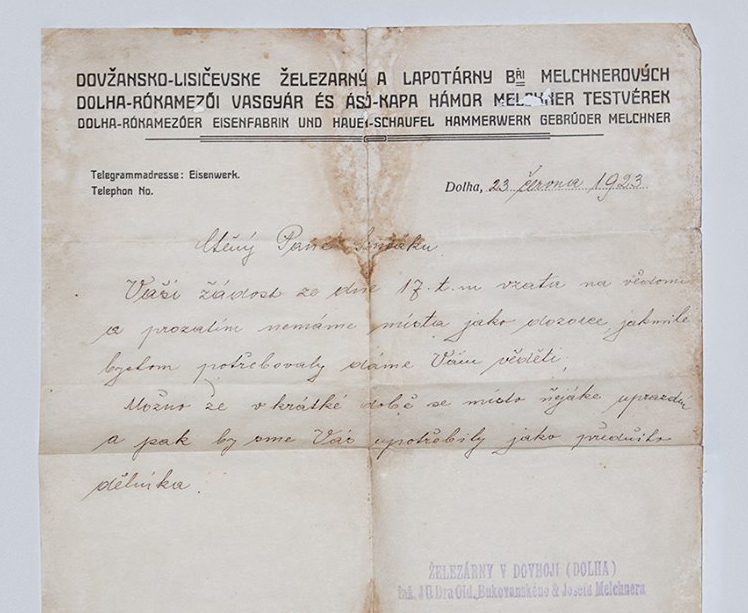
Довжанський залізоробний завод
Фірмовий бланк Довжансько-Лисичівської залізарні та лопатарні братів Мельхнерів. 1923 рік

### Кузня Гамора, як самостійна виробнича одиниця
Після розпаду Довжансько-Лисичівського залізоробного заводу лисичівська частина виробництва перейшла у формат звичайної кузні. Тут виготовляли здебільшого сільськогосподарський реманент та побутові вироби. Також функціонувало валило, яке давало можливість обробляти вироби з овечої шерсті — вуйоші, штани, кептарі та ковдри. Кузня працювала практично без перерви майже до часів радянської колективізації.
В радянські часи кузня мала назву «Завод „Сила“» та підпорядковувалась місцевому управлінню промисловості. Директором заводу був Зейкан М. І. Тут виготовляли знаряддя для роботи на шахтах Радянського Союзу. На кузні працювало 40 чоловік.
У 1947 році на кузні була встановлена перша гідроелектростанція, яка забезпечувала у вечірній час освітлення 70 % житлових будинків Лисичова та повністю вуличне освітлення. Електростанція пропрацювала до 1963 року.
З 1971 року кузня Гамора існує як музей.
До 1972 року кузня знаходилась на балансі Лисичівської сільської Ради.
З 1972 до 1983 роки — кузня підпорядковується промкомбінату Іршавської РСС.
З 1983 року — Лисичівському лісництву Довжанського лісокомбінату, як виробничий цех. Після утворення Довжанського лісомисливського господарства у 1989 році, кузня переходить у відповідне підпорядкування.
Гамора працювала на повну потужність до 1990-х років, поки повінь 1998 року не зруйнувала греблю, і кузня не зупинилася. Після повені кузню взяли в довгострокову оренду підприємці — подружжя Віктора та Ольги Петровці. Власними силами вони відновили греблю та зробили капітальний ремонт будівлі самої кузні. Сьогодні кузня продовжує функціонувати, виготовляючи дрібний сільськогосподарський реманент — мотики, лопати, заступи, тощо. Зрідка — сувенірні підкови для туристів.

## Фестиваль «Гамора»
Фестиваль «Гамора» проводиться один раз на рік в останні вихідні червня в кузні Гамора та на прилеглій до неї території. Це культурно-мистецька акція, відкрита для представлення усіх напрямків ковальського мистецтва, професійних та аматорських фольклорних колективів, окремих митців, що проводиться з метою сприяння розвитку традиційного народного мистецтва, популяризації етнічних і культурних традицій. Це також творче змагання майстрів ковальського мистецтва та демонстрація творчих здібностей.
Фестиваль заснований в 1987 році — засновниками фестивалю були: голова райвиконкому Іван Грицак, сільський голова Ярослав Пальок, лісничий Михайло Денчиля, начальник Іван Продан, які на той час працювали в Довжанському лісокомбінаті.
В історії фестивалю можна виділити 3 етапи. Перший етап відбувся в рамках районного фольклорного фестивалю під назвою «На Гамору гуслі кличуть». На другий фестиваль були запрошені і ковалі і проходив він під назвою «Фестиваль ковальського мистецтва та фольклору». Третій етап фестивалю триває з 2007 року, як фестиваль ковальського мистецтва та етнічної музики.
Засновниками та організаторами фестивалю «Гамора» на сучасному етапі є сільська громада села Лисичово, Іршавська РДА, Іршавська районна рада, Громада ковалів Закарпаття «Клепачі», ГО «Боржавська ініціатива», орендар кузні-музею «Гамора», районна спілка ковалів Іршавщини.
Щороку фестиваль відвідує близько 10 тис. відвідувачів — місцеві жителі, туристи з України, а також туристи з близького зарубіжжя.

## Галерея

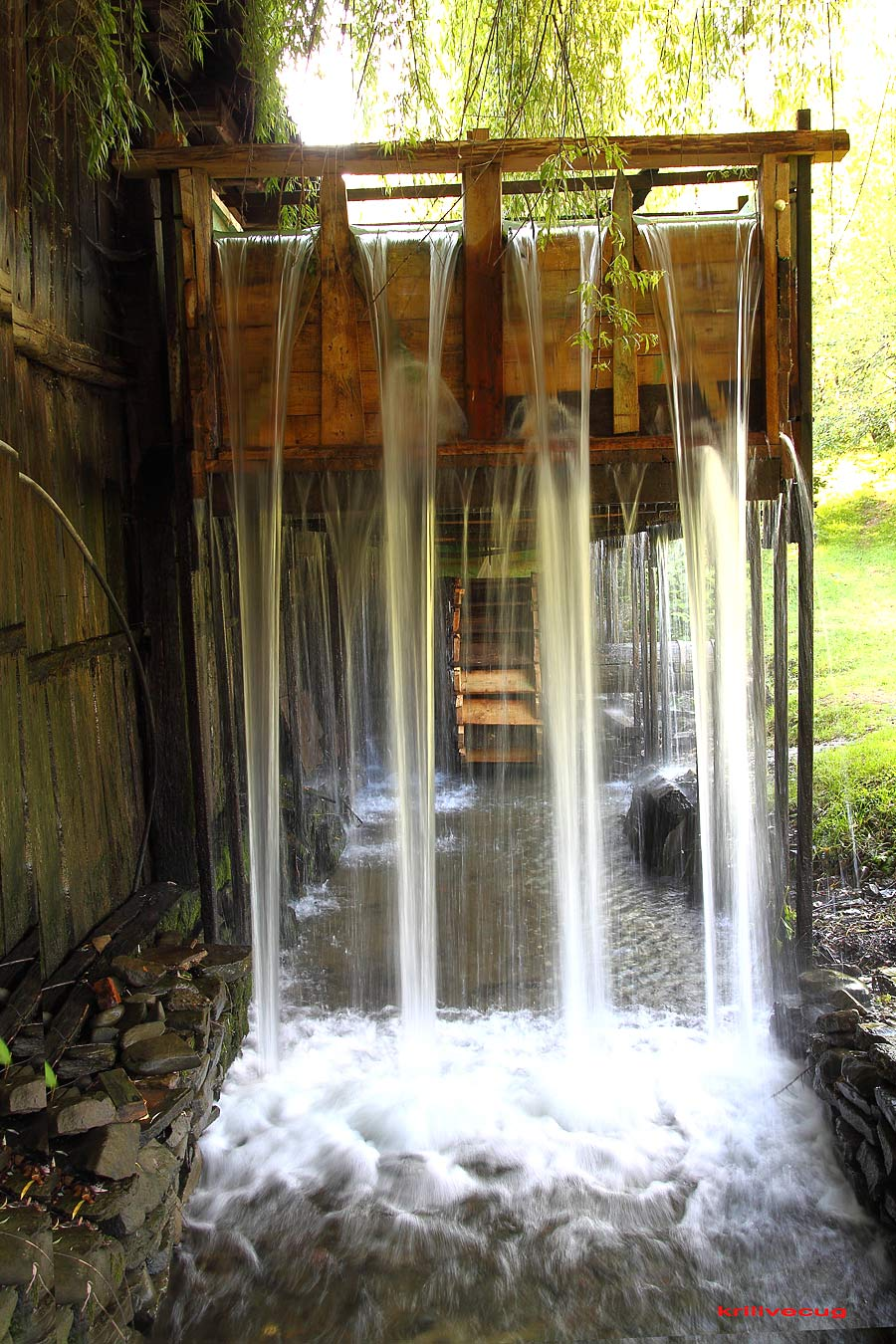
Водяний жолоб кузні
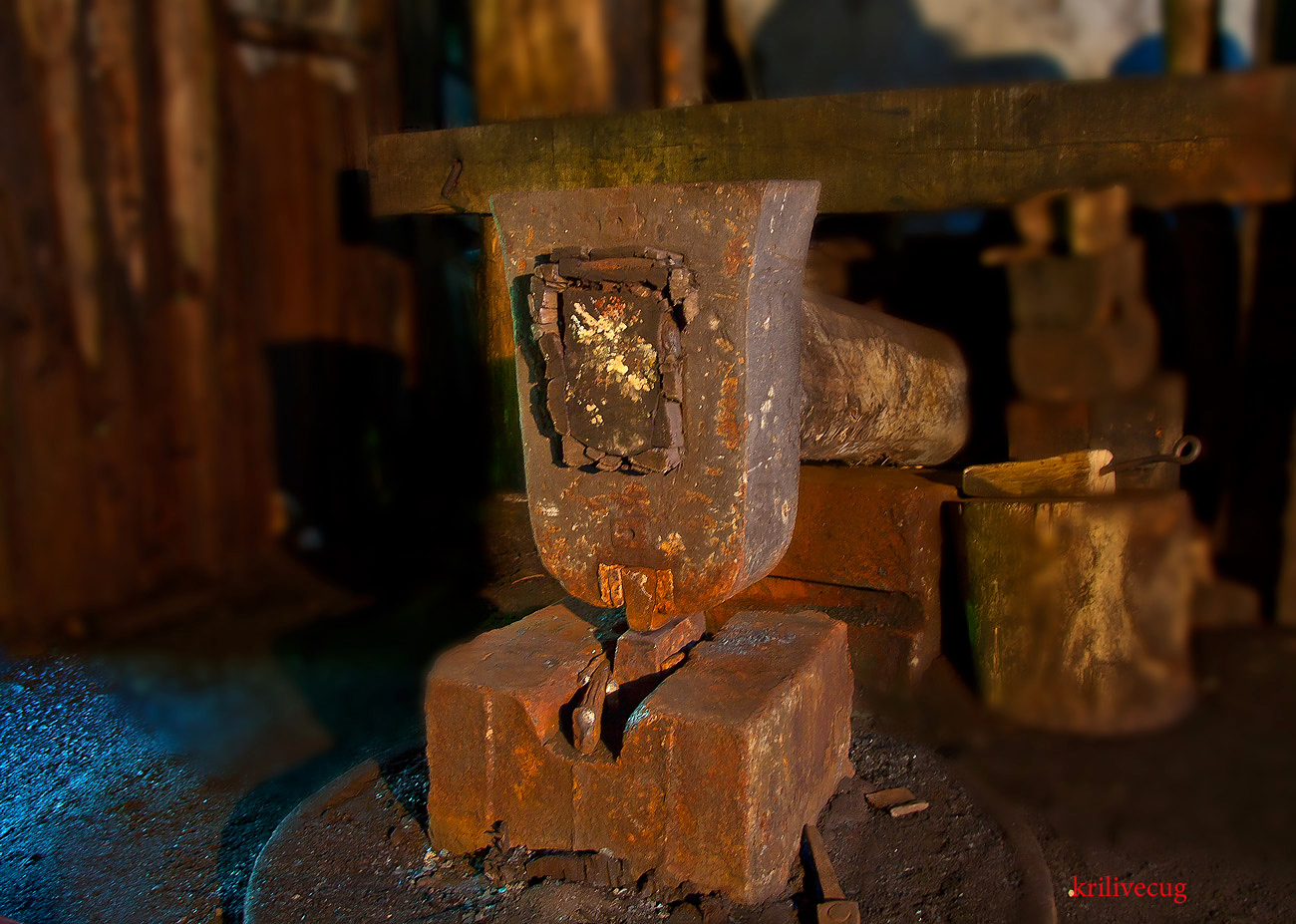
Молот кузні Гамора